# اسپانیل فرانسوی
اسپانیل فرانسوی (به انگلیسی: French Spaniel)، نام یکی از نژادهای سگ است که خاستگاه آن به فرانسه و کانادا بازمی‌گردد. قد جنس نر اسپانیل فرانسوی ۵۵–۶۳ سانتیمتر (۲۲–۲۵ اینچ) است و قد جنس مادهٔ آن ۵۴–۶۱ سانتیمتر (۲۱–۲۴ اینچ).

## نگارخانه

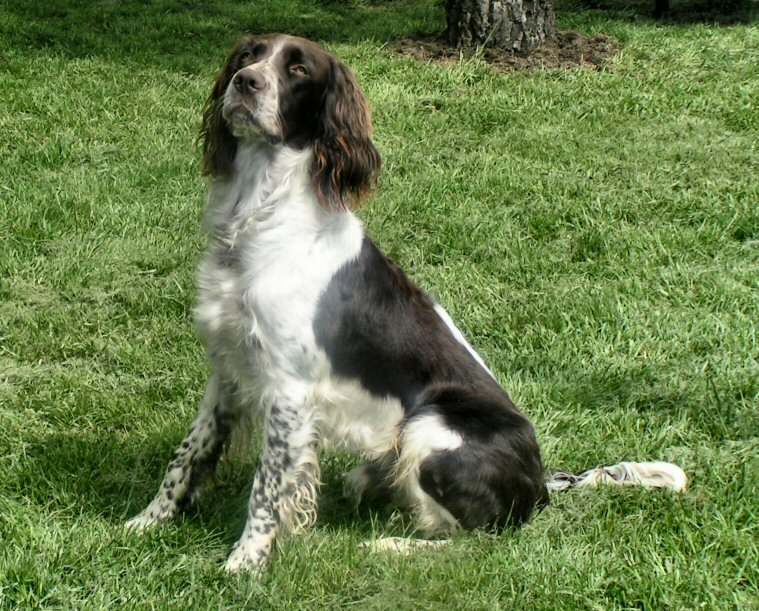